# زيكون (بافيا)
زيكون (بالإيطالية: Zeccone)‏ هي بلدة تقع في مقاطعة بافيا بإقليم لومبارديا في شمال إيطاليا. تبلغ مساحة هذه المدينة 5.5 (كم²)، وترتفع عن سطح البحر 86 م، بلغ عدد سكانها 1686 نسمة في عام 2010 حسب إحصاء المعهد الوطني للإحصاء.

## السكان
في سنة 1861 بلغ عدد السكان 818 نسمة، وتطور العدد ليصل في سنة 2011 لـ 1٬696 نسمة.
يظهر هذا المخطط البياني تطور النمو السكاني لـ زيكون (بافيا)